# Osiek (gmina, Couïavie-Poméranie)
Osiek est une gmina rurale du powiat de Brodnica, Couïavie-Poméranie, dans le centre-nord de la Pologne. Son siège est le village d'Osiek, qui se situe environ 10 km au sud de Brodnica et 54 km à l'est de Toruń.
La gmina couvre une superficie de 75,12 km2 pour une population de 4 079 habitants.

## Géographie
La gmina est bordée par les gminy de Nowy Dwór, Sidra et Sokółka.